# 自然種
自然種（英語: Natural kind）は、哲学における概念。
分析哲学においては、人に作り出されたのではない、様々な点で相互に類似した人間の関心や概念、慣習から独立しているような事物は、しばしば自然種と呼ばれている。この例としては、素粒子、化学元素、生物種などがある。
自然種は、たいてい人工種とは区別される。人工種とは、分類する者の関心のみを反映し、分類された対象じたいの重要な性質はいっさい反映していないようなもの（例えば「100ドル以下の靴」）である。
自然種に区分することの裏には、その種の全要素が、ある性質の集合を––種を構成ししたがって種を特徴付けるような性質の集合を––共有しているという考えがある。哲学の議論では、信頼に値するような仕方で自然種を定義し区別することができるのか、あるいはどのようにしてそれが可能かという認識論的な問題や、自然種の存在論的地位が論じられている。